# 希陶薹草
希陶薹草（学名：Carex tsaiana）为莎草科薹草属的植物。分布在中国大陆的云南等地，生长于海拔1,100米至1,600米的地区，多生在林边及疏林下岩石缝中，目前尚未由人工引种栽培。